# Érythème mercuriel
L' érythème mercuriel est une éruption érythémateuse liée à la prise de mercure par voie orale, par administration intraveineuse et par application cutanée.

## Diagnostic
- apparition d'un érythème prurigineux, intense, parfois généralisé.
- l'érythème prédomine au niveau des plis de l'aine, des aisselles, des flancs, des faces latérales du cou, de l'ombilic, et des coudes.
- l'érythème se couvre secondairement d'un tamis de pustules caractéristique
- signes généraux possibles : fièvre
- élimination de mercure dans les urines